# Discografia de Silverchair
La discografia de Silverchair, banda australiana de rock alternatiu i grunge, consisteix en cinc àlbums d'estudi, 22 senzills, dos àlbums en directe, dos recopilatoris i quatre reculls de vídeos.
El grup va aconseguir l'èxit amb el seu primer senzill i quan els seus components només tenien setze anys. Influenciats per grups com Nirvana, Pearl Jam i Soundgarden, la seva música segueix l'estil grunge. Mentre el seu segon àlbum segueix el camí marcat pel primer, el tercer comença a evolucionar a un so més melòdic, convertint-se en un dels exponents del moviment grunge. Sempre al capdamunt de les llistes australianes, el grup decideix fer un descans, ja que encara eren molt joves i estaven molt cansats. El quart àlbum presenta un canvi força radical fent present l'inici d'una nova etapa cap al rock alternatiu. Durant la promoció d'aquest àlbum, el cantant Daniel Johns va patir una greu malaltia per la qual van haver de suspendre la gira. Després de la seva recuperació, tots els membres van iniciar projectes alternatius amb altres grups que van finalitzar en començar a treballar en el cinquè i últim àlbum d'estudi.

## Àlbums

### Àlbums d'estudi
| Any  | Nom           | Dades                                                   | Posicions en llista | Posicions en llista | Posicions en llista | Posicions en llista | Posicions en llista | Vendes i Certificacions                                            |
| Any  | Nom           | Dades                                                   | AUS                 | NZ                  | US                  | UK                  | CA                  | Vendes i Certificacions                                            |
| ---- | ------------- | ------------------------------------------------------- | ------------------- | ------------------- | ------------------- | ------------------- | ------------------- | ------------------------------------------------------------------ |
| 1995 | Frogstomp     | - Publicació: 27 de març de 1995 - Discogràfica: Sony   | 1                   | 2                   | 9                   | 49                  | —                   | - 7.500.000 unitats - 7x Platí ARIA - 4x Platí RIAA - 1x Or BPI    |
| 1997 | Freak Show    | - Publicació: 4 de febrer de 1997 - Discogràfica: Sony  | 1                   | 8                   | 12                  | 38                  | 2                   | - 3.000.000 unitats - 4x Platí ARIA - 1x Platí RIAA - 1x Plata BPI |
| 1999 | Neon Ballroom | - Publicació: 16 de març de 1999 - Discogràfica: Sony   | 1                   | 8                   | 50                  | 29                  | 5                   | - 2.500.000 unitats - 4x Platí ARIA - 1x Platí RIAA - 1x Or BIP    |
| 2002 | Diorama       | - Publicació: 31 de març de 2002 - Discogràfica: Eleven | 1                   | 7                   | 91                  | 91                  | —                   | - 1.600.000 unitats - 3x Platí ARIA                                |
| 2007 | Young Modern  | - Publicació: 31 de març de 2007 - Discogràfica: Eleven | 1                   | 8                   | 70                  | —                   | —                   | - 1.200.000 unitats - 3x Platí ARIA                                |

### Altres àlbums
| Any  | Nom                          | Dades                                                                                          | Posicions en llista | Posicions en llista | Certificacions  |
| Any  | Nom                          | Dades                                                                                          | AUS                 | NZ                  | Certificacions  |
| ---- | ---------------------------- | ---------------------------------------------------------------------------------------------- | ------------------- | ------------------- | --------------- |
| 1997 | The Freak Box                | - Publicació: 4 de febrer de 1997 - Compilació - Discogràfica: Sony                            | —                   | —                   |                 |
| 2000 | The Best of Volume 1         | - Publicació: 12 de desembre de 2000 - Discogràfica: Sony                                      | 15                  | 29                  | - 1x Or ARIA    |
| 2002 | The Diorama Box              | - Publicació: desembre de 2002 - Compilació - Discogràfica: Eleven                             | —                   | —                   |                 |
| 2002 | Rarities 1994–1999           | - Publicació: 12 de desembre de 2002 - Discogràfica: Sony                                      | —                   | —                   |                 |
| 2003 | Live from Faraway Stables    | - Publicació: 10 de novembre de 2003 - Àlbum en directe - Discogràfica: Eleven                 | 13                  | —                   | - 1x Or ARIA    |
| 2007 | Across the Great Divide Tour | - Publicació: 1 de desembre de 2007 - DVD en directe - Discogràfica: Universal Music Australia | —                   | —                   | - 2x Platí ARIA |

## Senzills
| Any  | Cançó                      | Posicions en llista | Posicions en llista | Posicions en llista | Posicions en llista | Posicions en llista | Certificacions               | Àlbum         |
| Any  | Cançó                      | AUS                 | NZ                  | UK                  | US Main             | US Mod              | Certificacions               | Àlbum         |
| ---- | -------------------------- | ------------------- | ------------------- | ------------------- | ------------------- | ------------------- | ---------------------------- | ------------- |
| 1994 | "Tomorrow"                 | 1                   | 1                   | 59                  | 1                   | 1                   | - 2x Platí ARIA - 1x Or RIAA | Frogstomp     |
| 1995 | "Pure Massacre"            | 2                   | 2                   | 71                  | 12                  | 17                  | - 1x Or ARIA                 | Frogstomp     |
| 1995 | "Israel's Son"             | 11                  | 12                  | —                   | 39                  | —                   | - 1x Or ARIA                 | Frogstomp     |
| 1995 | "Shade"                    | 28                  | 47                  | —                   | —                   | —                   | —                            | Frogstomp     |
| 1995 | "Findaway"                 | —                   | —                   | —                   | —                   | —                   | —                            | Frogstomp     |
| 1997 | "Freak"                    | 1                   | 23                  | 34                  | 25                  | 29                  | - 1x Platí ARIA              | Freak Show    |
| 1997 | "Abuse Me"                 | 9                   | 44                  | 40                  | 4                   | 4                   | - 1x Or ARIA                 | Freak Show    |
| 1997 | "Cemetery"                 | 5                   | —                   | —                   | —                   | —                   | - 1x Or ARIA                 | Freak Show    |
| 1997 | "The Door"                 | 25                  | —                   | —                   | —                   | —                   | —                            | Freak Show    |
| 1999 | "Anthem for the Year 2000" | 3                   | 8                   | 118                 | 15                  | 12                  | - 1x Platí ARIA              | Neon Ballroom |
| 1999 | "Ana's Song (Open Fire)"   | 14                  | 34                  | 45                  | 28                  | 12                  | - 1x Or ARIA                 | Neon Ballroom |
| 1999 | "Miss You Love"            | 17                  | 43                  | —                   | —                   | —                   | —                            | Neon Ballroom |
| 2000 | "Paint Pastel Princess"    | —                   | —                   | —                   | —                   | —                   | —                            | Neon Ballroom |
| 2002 | "The Greatest View"        | 3                   | 4                   | 85                  | —                   | 36                  | - 1x Or ARIA                 | Diorama       |
| 2002 | "Without You"              | 8                   | —                   | —                   | —                   | —                   | —                            | Diorama       |
| 2002 | "Luv Your Life"            | 20                  | —                   | 187                 | —                   | —                   | —                            | Diorama       |
| 2003 | "Across the Night"         | 24                  | —                   | —                   | —                   | —                   | —                            | Diorama       |
| 2003 | "After All These Years"    | —                   | —                   | —                   | —                   | —                   | —                            | Diorama       |
| 2007 | "Straight Lines"           | 1                   | 11                  | —                   | —                   | 12                  | - 2x Platí ARIA              | Young Modern  |
| 2007 | "Reflections of a Sound"   | —                   | —                   | —                   | —                   | —                   | —                            | Young Modern  |
| 2007 | "If You Keep Losing Sleep" | 16                  | —                   | —                   | —                   | —                   | —                            | Young Modern  |
| 2008 | "Mind Reader"              | —                   | —                   | —                   | —                   | —                   | —                            | Young Modern  |

### Videoclips
| Any  | Cançó                      | Director                          | Notes                                                                     |
| ---- | -------------------------- | --------------------------------- | ------------------------------------------------------------------------- |
| 1994 | "Tomorrow"                 | Mark Pellington                   | Produït per Nomad, un programa de videoclips de la SBS.                   |
| 1995 | "Pure Massacre"            |                                   | Gravat en directe al Phoenician Club de Sydney el 12 de desembre de 1994. |
| 1995 | "Shade"                    |                                   | Gravat als NSN Studios de Newcastle el 24 de maig de 1995.                |
| 1996 | "Israel's Son"             | Nigel Dick                        | Gravat al Rancho Maria, Califòrnia, el 19 de desembre de 1995.            |
| 1997 | "Abuse Me"                 | Nick Egan                         |                                                                           |
| 1997 | "Freak"                    | Gerald Casale                     | Gravat a Los Angeles el desembre de 1996.                                 |
| 1997 | "Cemetery"                 | Gerald Casale                     |                                                                           |
| 1999 | "Anthem for the Year 2000" | Gavin Bowden                      | Gravat al Martin Place Amphiteatre de Sydney el 23 de gener de 1999.      |
| 1999 | "Ana's Song (Open Fire)"   | Cate Anderson                     |                                                                           |
| 1999 | "Miss You Love"            |                                   |                                                                           |
| 2000 | "Emotion Sickness"         | Cate Anderson                     |                                                                           |
| 2002 | "The Greatest View"        | Sean Gilligan Sarah-Jane Woulahan |                                                                           |
| 2002 | "Without You"              | Sean Gilligan Sarah-Jane Woulahan |                                                                           |
| 2002 | "Luv Your Life"            | Steve Scott James Littlemore      | Videoclip d'animació.                                                     |
| 2003 | "Across the Night"         | Sean Gilligan Sarah-Jane Woulahan | Amb Guy Pearce.                                                           |
| 2003 | "After All These Years"    | Robert Hambling                   |                                                                           |
| 2007 | "Straight Lines"           | Paul Goldman Alice Bell           | Gravat a l'estació de ferrocarril del Parc Olímpic de Sydney.             |
| 2007 | "Reflections of a Sound"   | Damon Escott Stephen Lance        |                                                                           |
| 2007 | "If You Keep Losing Sleep" | Damon Escott Stephen Lance        |                                                                           |

### Cares B
| Any  | Nom                                   | Cara A                     | Notes                                                                               |
| ---- | ------------------------------------- | -------------------------- | ----------------------------------------------------------------------------------- |
| 1994 | "Acid Rain"                           | "Tomorrow"                 |                                                                                     |
| 1994 | "Blind"                               | "Tomorrow"                 |                                                                                     |
| 1994 | "Stoned"                              | "Tomorrow"                 |                                                                                     |
| 1995 | "Faultline"                           | "Pure Massacre"            | Directe a Newcastle el 21 d'octubre de 1994.                                        |
| 1995 | "Stoned"                              | "Pure Massacre"            | Directe a Newcastle el 21 d'octubre de 1994.                                        |
| 1995 | "Blind"                               | "Israel's Son"             |                                                                                     |
| 1995 | "Leave Me Out"                        | "Israel's Son"             |                                                                                     |
| 1995 | "Undecided"                           | "Israel's Son"             |                                                                                     |
| 1995 | "Madman"                              | "Shade"                    |                                                                                     |
| 1995 | "Israel's Son"                        | "Shade"                    | Directe                                                                             |
| 1995 | "Findaway"                            | "Findaway"                 | Directe en el Triple J Wireless.                                                    |
| 1997 | "New Race"                            | "Freak"                    |                                                                                     |
| 1997 | "Punk Song #2"                        | "Freak"                    |                                                                                     |
| 1997 | "Undecided"                           | "Abuse Me"                 | Versió cover de la cançó de The Master Apprentices.                                 |
| 1997 | "Freak (Remis for Us Rejects)"        | "Abuse Me"                 |                                                                                     |
| 1997 | "Slab"                                | "Cemetery"                 | Remescla Nicklaunoise.                                                              |
| 1997 | "Cemetery"                            | "Cemetery"                 | Versió acústica                                                                     |
| 1997 | "Surfin' Bird"                        | "The Door"                 |                                                                                     |
| 1997 | "Roses"                               | "The Door"                 | Directe                                                                             |
| 1997 | "Minor Threat"                        | "The Door"                 | Directe                                                                             |
| 1997 | "Madman"                              | "The Door"                 | Directe                                                                             |
| 1999 | "London's Burning"                    | "Anthem for the Year 2000" |                                                                                     |
| 1999 | "Untitled"                            | "Anthem for the Year 2000" |                                                                                     |
| 1999 | "The Millennium Bug"                  | "Anthem for the Year 2000" | Remescla de Paul Mac.                                                               |
| 1999 | "Trash"                               | "Ana's Song (Open Fire)"   |                                                                                     |
| 1999 | "Anthem for the Year 2000"            | "Ana's Song (Open Fire)"   | Versió a cappella                                                                   |
| 1999 | "Ana's Song (Open Fire)"              | "Ana's Song (Open Fire)"   | Versió acústica                                                                     |
| 1999 | "Wasted"                              | "Miss You Love"            |                                                                                     |
| 1999 | "Fix Me"                              | "Miss You Love"            |                                                                                     |
| 1999 | "Minor Threat"                        | "Miss You Love"            |                                                                                     |
| 1999 | "Ana's Song (Open Fire)"              | "Miss You Love"            | Vídeo en directe                                                                    |
| 2000 | "Ana's Song (Open Fire)"              | "Paint Pastel Princess"    | Remescla acústica                                                                   |
| 2002 | "Pins in My Needles"                  | "The Greatest View"        |                                                                                     |
| 2002 | "Too Much of Not Enough"              | "The Greatest View"        |                                                                                     |
| 2002 | "Asylum"                              | "Without You"              |                                                                                     |
| 2002 | "Hollywood"                           | "Without You"              |                                                                                     |
| 2002 | "Ramble"                              | "Without You"              |                                                                                     |
| 2002 | "The Greatest View"                   | "Luv Your Life"            | Directe en el Rove Live.                                                            |
| 2002 | "Without You"                         | "Luv Your Life"            | Directe en el Rove Live.                                                            |
| 2002 | Rove Live entrevista amb Daniel Johns | "Luv Your Life"            | Àudio                                                                               |
| 2002 | Rove Live entrevista amb Daniel Johns | "Luv Your Life"            | Vídeo                                                                               |
| 2003 | "Tuna in the Brine"                   | "Across the Night"         | Demo                                                                                |
| 2003 | "One Way Mule"                        | "Across the Night"         | Demo                                                                                |
| 2003 | "Luv Your Life"                       | "Across the Night"         | Demo                                                                                |
| 2003 | "Across the Night"                    | "Across the Night"         | Demo                                                                                |
| 2003 | "Across the Night"                    | "After All These Years"    | Remescla de Van Dyke Parks                                                          |
| 2003 | "Tuna in the Brine"                   | "After All These Years"    | Remescla de Van Dyke Parks                                                          |
| 2003 | Entrevistes amb el grup               | "After All These Years"    |                                                                                     |
| 2007 | "All Across the World"                | "Straight Lines"           |                                                                                     |
| 2007 | "Sleep All Day"                       | "Straight Lines"           | Demo                                                                                |
| 2007 | "I Don't Wanna Be the One"            | "Straight Lines"           | Directe                                                                             |
| 2007 | "Straight Lines"                      | "Reflections of a Sound"   | Directe de la presentació de l'àlbum de Carriageworks.                              |
| 2007 | "Mind Reader"                         | "Reflections of a Sound"   | Directe de la presentació de l'àlbum de Carriageworks.                              |
| 2007 | "Luv Your Life"                       | "Reflections of a Sound"   | Directe de la presentació de l'àlbum de Carriageworks. Disponible només per iTunes. |
| 2007 | "We're Not Lonely But We Miss You"    | "If You Keep Losing Sleep" |                                                                                     |
| 2007 | "Barbarella"                          | "If You Keep Losing Sleep" |                                                                                     |
| 2007 | "Hide Under Your Tongue"              | "If You Keep Losing Sleep" | Disponible només per iTunes.                                                        |
| 2008 | "Mind Reader"                         | "Mind Reader"              | Directe de la gira Across the Great Divide Tour.                                    |

## Altres esdeveniments
| Any  | Cançó                      | Esdeveniment                                   | Notes                                         |
| ---- | -------------------------- | ---------------------------------------------- | --------------------------------------------- |
| 1994 | "Blind"                    | Triple J: Eleven - A Very Loud Compilation     | Versió a l'àlbum Frogstromp                   |
| 1997 | "Spawn"                    | Banda sonora de "Spawn"                        | Duet amb Vitro                                |
| 1997 | "Untitled"                 | Banda sonora de "Godzilla"                     |                                               |
| 1999 | "Freak"                    | Edgefest 1999                                  | Actuació en viu al festival Edgefest del 1999 |
| 1999 | "London's Burning"         | Compilació "Burning London: The Class Tribute" | Cara B de "Anthem for the Year 2000"          |
| 2000 | "Punk Song #2"             | Banda sonora de "Scary Movie"                  | Cara B de "Freak"                             |
| 2000 | "Anthem for the Year 2000" | Compilació "WBCN Naked 2000"                   | Versió a l'àlbum Neon Barllroom               |
| 2005 | "Israel's Son"             | DVD WaveAid                                    | Actuació en directe al concert WaveAid"       |
| 2005 | "Without You"              | DVD WaveAid                                    | Actuació en directe al concert WaveAid"       |
| 2005 | "Ana's Song (Open Fire)"   | DVD WaveAid                                    | Actuació en directe al concert WaveAid"       |
| 2005 | "The Greatest Show"        | DVD WaveAid                                    | Actuació en directe al concert WaveAid"       |
| 2005 | "The Door"                 | DVD WaveAid                                    | Actuació en directe al concert WaveAid"       |
| 2006 | "Tomorrow"                 | CD "ARIA Awards 20th Anniversary"              | Versió a l'àlbum Frogstomp                    |